# I'll Catch the Sun!
| Recensione | Giudizio |
| ---------- | -------- |
| AllMusic   | [ 1 ]    |

I'll Catch the Sun! è un album discografico del sassofonista jazz statunitense Sonny Criss, pubblicato dalla casa discografica Prestige Records nell'ottobre del 1969.

## Tracce
Lato A
1. Don't Rain on My Parade – 4:15 (Bob Merrill, Jule Styne)
2. Blue Sunset – 8:10 (Sonny Criss)
3. I Thought About You – 4:43 (Johnny Mercer, Jimmy Van Heusen)

Lato B
1. California Screamin' – 6:03 (Sonny Criss)
2. Cry Me a River – 5:41 (Arthur Hamilton)
3. I'll Catch the Sun – 5:34 (Rod McKuen)

## Musicisti
- Sonny Criss - sassofono alto
- Hampton Hawes - pianoforte
- Monty Budwig - contrabbasso
- Shelly Manne - batteria

Note aggiuntive
- Don Schlitten - produttore, design album, fotografie album
- Registrato il 20 gennaio 1969 al RCA Studios, Los Angeles, California (Stati Uniti)
- Peter Abbott - ingegnere delle registrazioni
- Ira Gitler - note retrocopertina album[3][4]